# Ferenc Sebő

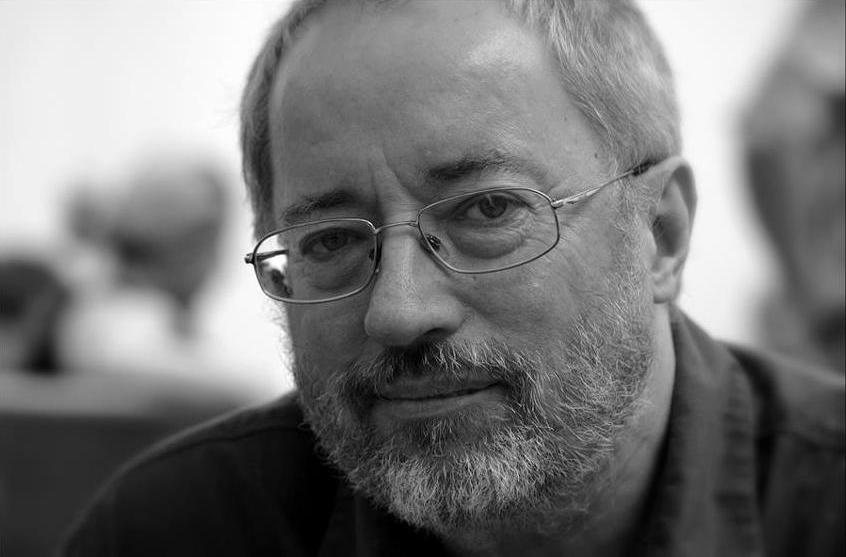
Ferenc Sebő

Ferenc Sebő (ur. 12 lutego 1947 w Szekszárd) – węgierski folklorysta, muzyk oraz lider zespołu Sebő-együttes. Jego utwory znalazły się w albumie Ano! polskiego zespołu Brathanki. Między innymi utwór Lydiához, którego melodię wykorzystano w piosence Czerwone korale.